# Tymbark

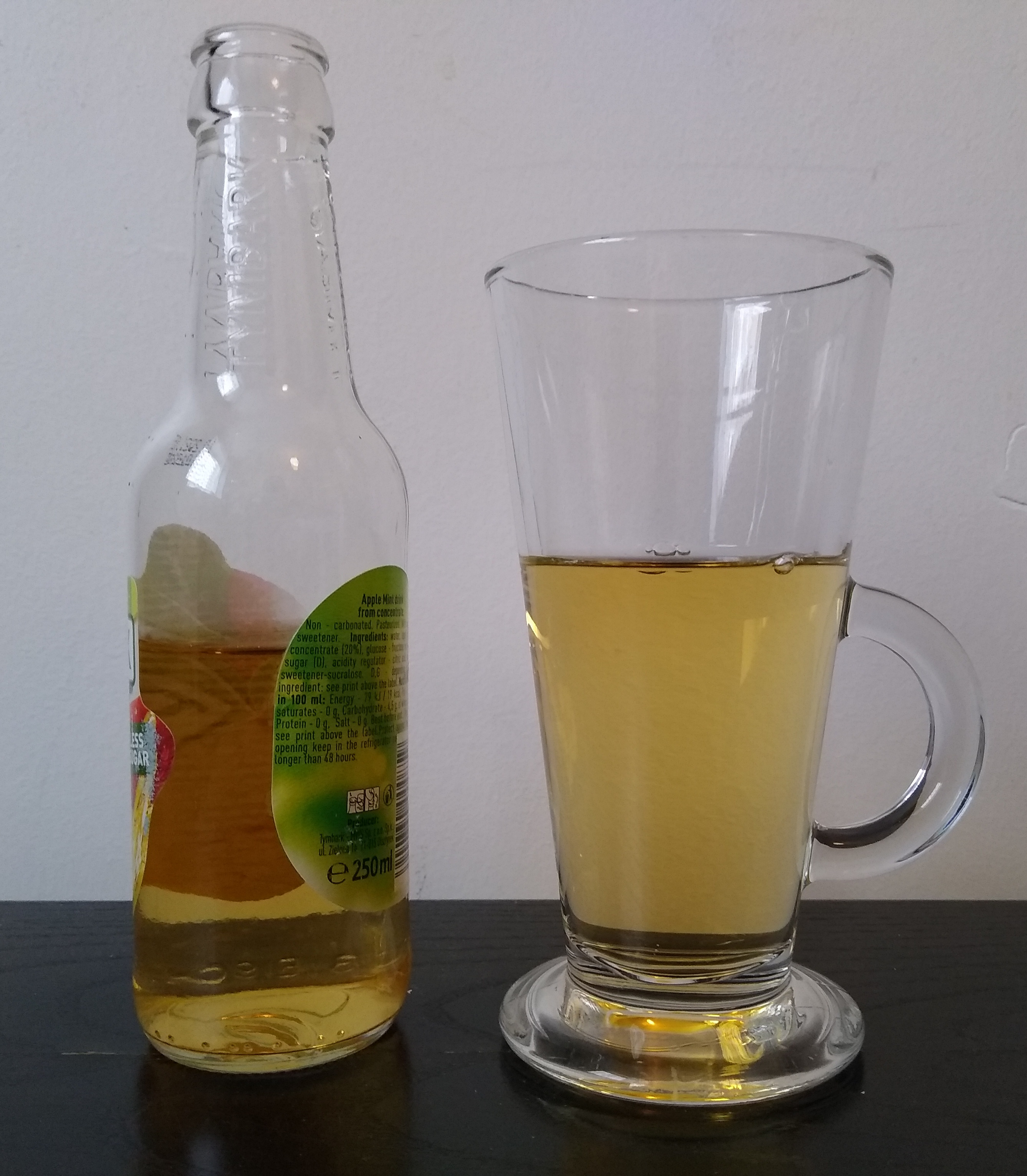
Suc de mere și mentă

Tymbark este o companie producătoare de băuturi răcoritoare, produse instant și conserve din Polonia. Compania face parte din grupul polonez Maspex și este prezentă în România din anul 1996.

## Maspex Tymbark în România
Compania este prezentă, în România, din anul 1996, atunci fiind cunoscută sub denumirea de La Festa Internațional, operațiunea de rebranding în Maspex Tymbark având loc în anul 2006.
Compania deține o unitate de producție la Vălenii de Munte, județul Prahova, care este și cea mai mare fabrică din grupul polonez Maspex, ca dimensiune și capacitate.
Compania mai deține și o divizie de produse instant, cum ar fi ciocolata caldă instant și cappucino.
Prima fabrică a companiei a fost deschisă la Popești Leordeni, lângă București, iar din 2001 întreaga activitate a Tymbark România se desfășoară la Vălenii de Munte.
Producătorul are în portofoliu pe sucuri brandurile Tedi, Tymbark, Carotella, Ciao, Duo Fruo, Figo și Life. Compania este prezentă și pe piața produselor instant cu branduri precum La Festa, Brumi, Coffeeta și Ekoland. Compania deține poziția de lider pe segmentul nectarurilor, cu o cotă de 34,8% din volumul pieței de profil.
Număr de angajați în 2008: 750
Cifra de afaceri:
- 2008: 58,5 milioane euro, în creștere cu 13% față de 2007[2]
- 2009: 54,3 milioane euro[5]